# جامعة آل البيت (العراق)
جامعة آل البيت هي جامعة سابقة تأسست في عام 1924 وحلت عام 1930. شغل الأديب فهمي المدرس منصب أمين الجامعة.

## فهمي المدرس
شغل فهمي المدرس منصب أمين الجامعة أي رئيسها، وهو عراقي الجنسية. وكان قد قضى خمسة عشر عاما استاذا في الجامعة العثمانية (دار الفنون) بإسطنبول دّرس فيها الحقوق الإسلامية وتاريخ الآداب العربية. وله اطلاع على أنظمة الجامعات من خلال سفرياته وإقامته في جامعات السوربون بفرنسا وكامبرج بإنكلترا والقاهرة بمصر لمدة سنة ونصف.

## تاريخ الجامعة
ضمت الجامعة كلية الحقوق (كلية القانون في جامعة بغداد حاليا) التي تأسست عام 1908 في فترة الحكم العثماني، وقد اجتذبت عددا كبيرا من الطلبة حتى وصل عددهم في عام 1910 إلى 118 طالبا. وقد بدأت الدراسة في الكلية باللغة التركية ثم تحولت بالتدريج إلى العربية في 1913 في سياق السياسة الجديدة التي اتبعتها إسطنبول بعد مؤتمر باريس 1913. ومع أن الكلية أغلقت أبوابها في 1914 بسبب الحرب العالمية الأولى إلا أنها فتحت من جديد في 1919 لتشكل في 1924 نواة جامعة آل البيت.
كما ضمت الجامعة مدرسة الهندسة (كلية الهندسة في جامعة بغداد حاليا)، بينما استبعدت دار المعلمين العالية منها بتأثير من ساطع الحصري والذي كان يعارض إنشاء الجامعة وكان له دور كبير في إفشال مشروعها، وهذا ما صرح به الحصري بأنه كان وراء إفشال مشروع الجامعة لكونه كان على خلاف شخصي مع المدرس.

## الكليات
كانت الكليات تسمى بالشعب، وقد ضمت الجامعة الكليات التالية:
- الكلية الدينية
- الكلية الطبية، تأسست عام 1927 وهي حاليا كلية الطب في جامعة بغداد
- الكلية الهندسية، تأسست عام 1921 وهي حاليا كلية الهندسة في جامعة بغداد
- كلية الحقوق، تأسست عام 1908 وهي حاليا كلية القانون في جامعة بغداد
- كلية الآداب
- كلية الفنون

كما نص نظام جامعة آل البيت لعام 1924 على فتح مدرسة اللغات في بناية الجامعة لتعليم اللغات الشرقية والغربية.